# 제22기갑사단 (독일 국방군)
독일 제22기갑사단은 전쟁 중인 1941년 9월에 프랑스에서 창설되었다. 사단은 1942년 2월에 러시아 남동부로 이동하여 남부집단군에 배속되었으며 천왕성 작전중에 스탈린그라드 인근에서 전멸하였다. 이 사단이 정식으로 해산하여 국방군의 사단 목록에서 지워진 것은 1943년 4월이었다.

## 부대 역사
1941년 9월 25일, 프랑스에서 정식으로 창설된 독일 제22기갑사단은 처음에는 구식 체코, 프랑스, 독일 전차로 무장되었다.
제22기갑사단은 1942년 2월에 동부전선으로 보내졌다. 3월 20일에 개시된 사단 병력의 30-40%를 상실한 재앙적인 공세 이후 사단은 크림반도에 남아 만슈타인의 Unternehmen Trappenjagd (Operation Bustard Hunt) 작전에 참여했다. 1942년 3월에 사단은 북쪽의 하리코프(현 하르키우) 지역으로 이동하고 돈강 유역에서 개시되어 스탈린그라드 전투로 이어진 1942년 여름 공세에 가담한다. 제22기갑사단은 1942년 7월, 로스토프 전투에 참여한다.
제22기갑사단은 루마니아 제1기갑사단과 (제22기갑사단과 유사하게 판저 35(t)에 대응하는 구식 R-2 전차로 무장한) 합동으로 제48기갑군단을 형성하여 스탈린그라드에 있는 제6군의 북쪽 측면 방어를 맡았다. 페르디난트 하임 중장이 군단장을 맡았다.
1942년 11월 19일, 천왕성 작전이 개시되어 소련군의 역공세가 독일 제6군 전체와 제4기갑군단의 대부분을 포위하고 제22기갑사단을 포함한 제48기갑군단을 섬멸했다. 대부분의 전차들은 장기간 전차호에 배치되어 있었고 추위로부터 보호하기 위해 건초로 덮여있었다. 그런데 그 건초에 자리잡은 쥐떼가 전기 와이어 등을 갉아먹어 소련군의 공세에 대응하기 위해 전차를 동원하려 하자 많은 전차들의 시동이 걸리지 않았다. 루마니아군의 전선을 보충하기 위해 나뉘어진 전차부대는 소련군 공세가 시작되자 효과적인 반격을 펼치지 못하고 각개격파 당하였다.
안토니 비버에 따르면, 공세 당시 소비에트 제1기갑군단의 T-34에게 대항해 제48기갑군단이 운용 가능했던 판저 38(t)들은 고작 30대에 불과했다고 한다. 전차들을 서로 다른 방향으로 보내려 했던 모순되는 명령들은 이 상황에 혼란을 가중시켰다.
1942년 11월 19-22일에 시작된 러시아의 도시 페트샤니 인근에서의 절박한 전투는 패배로 끝나 제22기갑사단은 사실상 전멸한다. 생존자들은 남서쪽으로 이동해 치르강을 건너 다양한 전투단(Kampfgruppe)에 합류한다. 루마니아 제1기갑사단은 전력의 60%를 상실하고 치르강에 도달했을때는 본래 84대에 달했던 R-2 전차들중 고작 19대를 가지고 탈출한다. 제22기갑사단은 1942년 4월에 해체된다.
제48기갑군단의 하임 장군은 직위 해제를 당하고 불명예스럽게 퇴역한다. 하지만 1944년 독일이 패망에 다가서면서 인력이 부족해지자 다시 군으로 돌아와 절망적으로 수적 열세에 처한 프랑스 불로뉴의 방어를 지휘한다.

## 역대 지휘관
사단의 지휘관들:
- 빌헬름 폰 아펠 중장 (1941년 9월 25일 - 1942년 10월 7일)
- 헬무트 폰 슈발레리 중장 (1942년 10월 7일 - 1942년 11월 1일)
- 에베르하르트 로트 중장 (1942년 11월 1일 - 1943년 3월 4일)

## 부대 편제
| 1942년 | 1943년 |
| - 22 저격병여단 - 129 저격병연대 - 1 저격병대대 - 2 저격병대대 - 140 저격병연대 - 1 저격병대대 - 2 저격병대대 - 24 오토바이저격병대대 * 204 전차연대 - - 1 전차대대 - 2 전차대대 * 140 포병연대 - - 1 포병대대 - 2 포병대대 - 3 포병대대 - 140 정찰대대 - 140 대전차대대 - 50 공병대대 - 140 통신대대 | - 129 기갑척탄병 연대 - 1 기갑척탄병 대대 - 2 기갑척탄병 대대 - 140 기갑척탄병 연대 - 1 기갑척탄병 대대 - 2 기갑척탄병 대대 - 204 전차연대 - 1 전차대대 - 2 전차대대 - 3 전차대대 - 140 기갑포병연대 - 1 기갑포병대대 - 2 기갑포병대대 - 3 기갑포병대대 - 140 기갑정찰대대 - 289 지상대공포대대 - 150 대전차대대 - 140 기갑공병대대 - 140 기갑통신대대 |

## 기사십자장 서훈자
| 연도   | 날짜     | 이름                                                      |
| ------ | -------- | --------------------------------------------------------- |
| 1941년 | 8월 10일 | 발터 하르트만(Walter Hartmann)                            |
| 1943년 | 1월 1일  | 헤르만 오펠른-브로니코프스키 (Hermann Oppeln-Bronikowski) |
| 1943년 | 2월 23일 | 알베르트 자프(Albert Zapf)                                |
| 1943년 | 4월 18일 | 헤베르트 아이머(Herbert Eymer)                            |
| 1943년 | 8월 26일 | 프리드리히 빌헬름 스토이어(Friedrich-Wilhelm Steuer)      |
| 1943년 | 12월 5일 | 알로이스 회프너(Alois Huebner)                            |
| 1943년 | 8월 8일  | 요세프 라우히(Josef Rauch)                                |
| 1945년 | 1월 15일 | 마르틴 렌츠(Martin Lenz)                                  |
| 1945년 | 2월 24일 | 빌리 스프로이(Willy Spreu)                                |

## 더 읽어보기
- Beevor, Antony (1998). Stalingrad: The Fateful Siege: 1942–1943. New York: Viking, 1998 (hardcover, ISBN 0-670-87095-1); London: Penguin Books, 1999 (paperback, ISBN 0-14-028458-3).
- Craig, William (1973). Enemy at the Gates: the Battle for Stalingrad. New York: Penguin Books (ISBN 0-14-200000-0).
- Metelmann, Henry (2001). Through Hell for Hitler. Havertown PA: Casemate Books (paperback, ISBN 1-932033-20-3).
- Schroter, Heinz (1958). Stalingrad. New York: Ballantine.